# تیم ملی فوتبال هنگ کنگ
تیم ملی فوتبال هنگ کنگ نماینده کشور هنگ کنگ در مسابقات بین‌المللی و آسیا است که زیر نظر فدراسیون فوتبال هنگ کنگ فعالیت می‌کند.
اولین بازی رسمی این تیم در تاریخ ۲ مه ۱۹۵۴ میلادی در برابر تیم ملی فوتبال کره جنوبی برگزار شده‌است.
بهترین نتیجه تیم ملی هنگ کنگ، کسب مقام سوم در اولین دوره جام ملتهای آسیا در سال 1956 بوده است.